# Sciapus bredini
Sciapus bredini är en tvåvingeart som beskrevs av Robinson 1975. Sciapus bredini ingår i släktet Sciapus och familjen styltflugor. Inga underarter finns listade i Catalogue of Life.